# Олимпијски стадион (Монтреал)
Олимпијски стадион (Монтреал) (фр. Stade Olympique, енгл. Olympic Stadium (Montreal)) је вишенаменски стадион, који се налази у Монтреалу, Квебек, Канада. Капацитет стадиона износи 56.040 места за седење. Овај стадион је домаћи стадион фудбалског клуба ФК Монтреал.
Стадион је изграђен у периоду између 1973. и 1976. године, наменски за Летње олимпијске игре 1976. Стадион се налази северно од центра града. Цео комплекс је отплаћен тек 30 година након Летњих олимпијских игара. Трошкови изградње стадиона били су 264 милиона канадских долара (C$), али за цео олимпијски комплекс потрошено је више од 1,4 милијарде канадских долара. Као резултат, стадион је добио надимак Велики дуг.

## Стадион
Изградња стадиона почела је 23. априла 1973. године и требало је да буде завршена пре Летњих олимпијских игара 1976. године. Дизајн је направио Француз Роже Тајибер.) Стадион, који је могао да прими 55.000 људи, био је опремљен клизним кровом и морао је да буде мултифункционалан. Међутим, због финансијских и техничких застоја, стадион је био завршен тек напола током церемоније отварања Летњих олимпијских игара. На пример, кров није био потпуно затворен и имао је висину од 52 метра, што је изазвало проблеме у неким спортовима, где је на пример лопта ударила у кров. Тек 1998. године кров је подигнут и потпуно затворен.
Пропало је и финансијско планирање. Првобитно процењених 134 милиона канадских долара већ је премашено 1976. године, а изградња је у то време већ коштала 264 милиона канадских долара. Да би финансирала целу ствар, влада Квебека је увела нови порез. Тек 2006. године сви дугови су отплаћени.

## Торањ
Спољашњи изглед стадиона је углавном одређивао олимпијски торањ висок 175 метара. Међутим, торањ такође није био спреман за летње игре и његови трошкови су такође знатно порасли. Кула је коначно завршена 1987. године. Жичаром можете доћи до видиковца на висини од 166 m (545 ft) метара. Кула служи и за држање кровне конструкције.